# Borovice kanárská
Borovice kanárská (Pinus canariensis C.Sm) je mohutný jehličnatý strom, který se přirozeně vyskytuje pouze na Kanárských ostrovech. Patří k významným hospodářským a okrasným borovicím pěstovaným v subtropech celého světa a mnohde zdomácnělým. Svými rozměry je to největší borovice Starého světa. Její nejbližší příbuznou je himálajská borovice dlouholistá (Pinus roxburghii).

## Popis

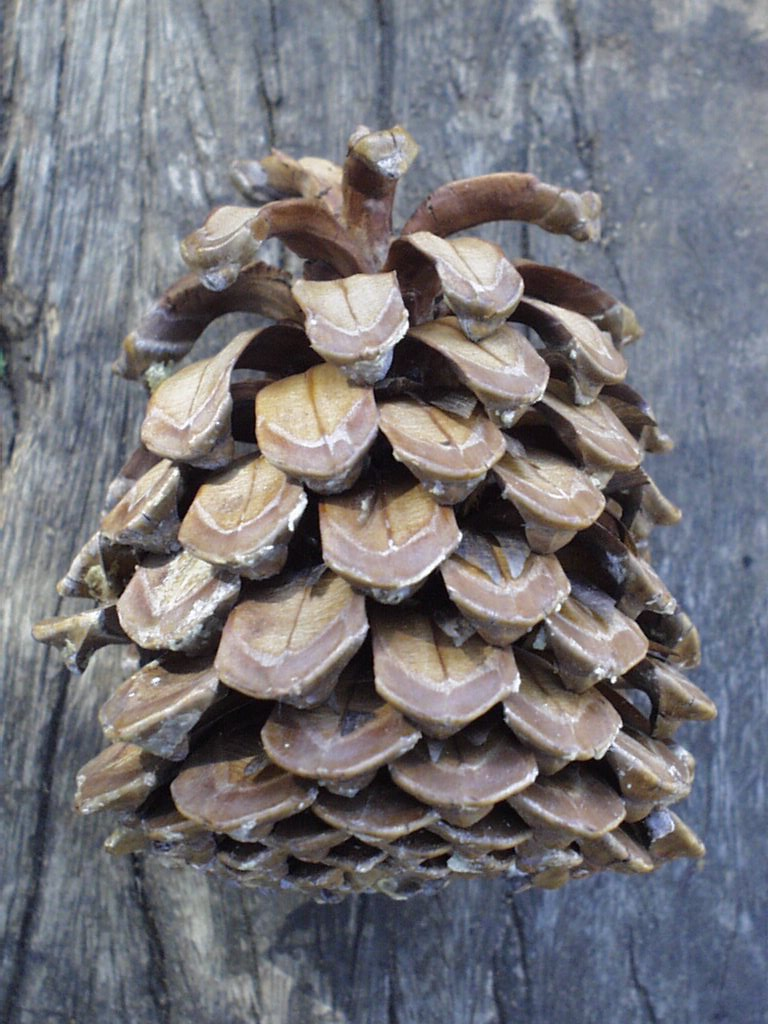
Otevřená zralá šiška

Vzrůstný, stálezelený, jednodomý strom, dorůstající výšek 25–40 metrů (největší známý jedinec měří 60 m), s přímým rovným kmenem a tlustou červenohnědou borkou, která ve stáří podélně praská a odlupuje se v silných šupinách. Koruna je v mládí úzce kuželovitá, ve stáří široce oválná až nepravidelná. Jehlice jsou 15–30 cm dlouhé a 1 mm silné, s pilovitými okraji a průduchy po všech stranách, svěže zelené až žlutozelené, často nápadně svěšené; vyrůstají ve svazečcích po třech, na stromě vytrvávají 1–3 roky. Samičí šištice vyrůstají na silných, lehce ohnutých stopkách, dozrávají na jaře dva roky po opylení a otevírají se následující léto nebo až v dalším roce; ve zralosti jsou pravidelně vejčité, 10–20 cm dlouhé, kaštanově hnědé. Semena jsou leskle hnědočerná, o rozměrech zhruba 7×15 mm, s pevně přirostlým, až 25 mm dlouhým křídlem.
Borovice kanárská patří mezi nemnohé borovice nadané kmenovou výmladností ze spících pupenů, což má značný význam vzhledem k tomu, že roste v oblastech s častými požáry. Výmladky s juvenilními jehlicemi mají nápadnou stříbrošedou barvu.

## Ekologie a rozšíření

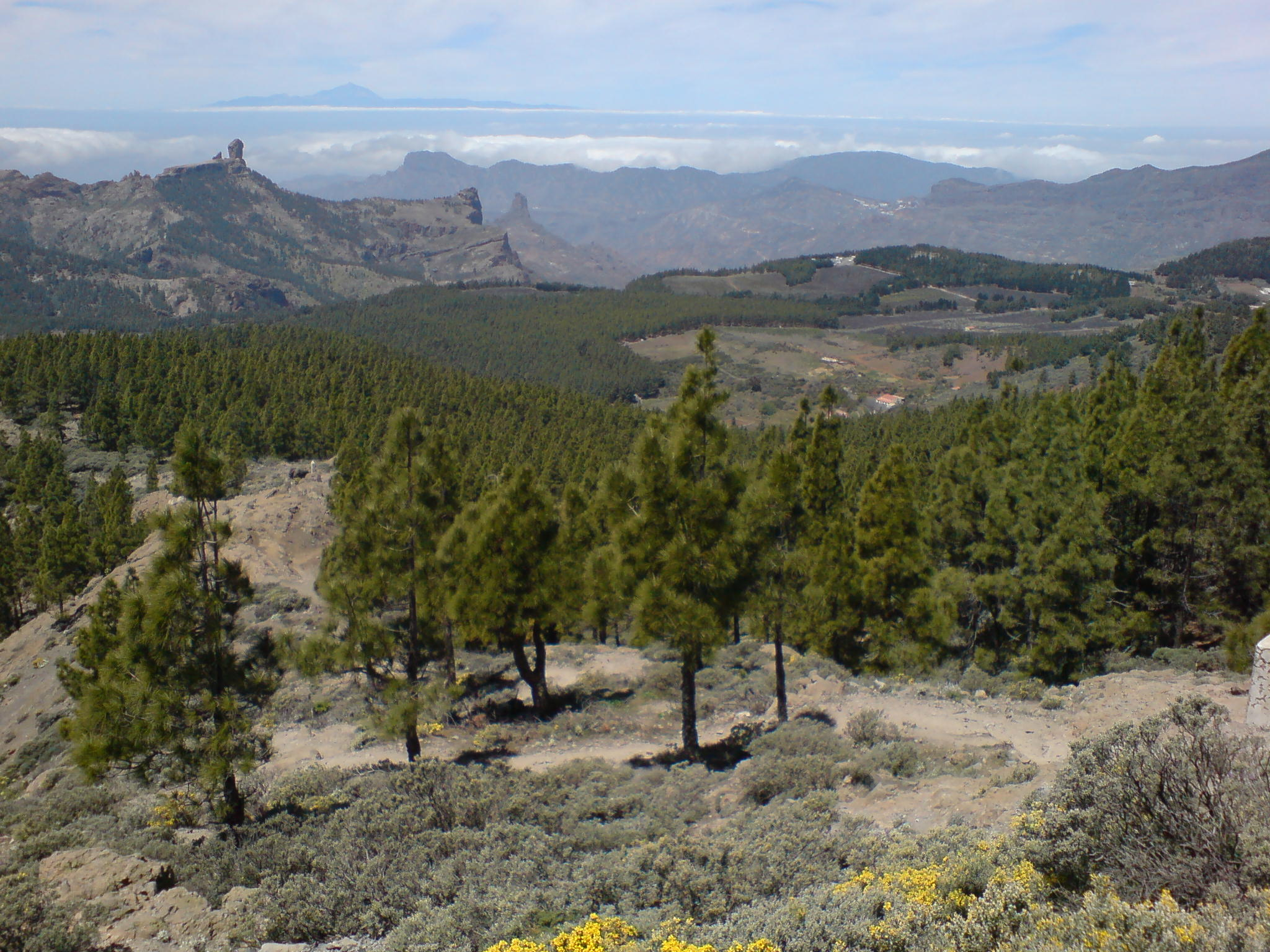
Les borovice kanárské na ostrově Gran Canaria

Tato borovice se přirozeně vyskytuje pouze na Kanárských ostrovech, konkrétně na ostrovech Gran Canaria, Tenerife, La Palma, Hierro a Gomera, kde roste na vulkanických substrátech v nadmořských výškách 600–2000 m a vytváří zde rozlehlé, často jednodruhové lesní porosty, na suchých jižních svazích řídké a otevřené, na severních hustší. Je stromem vyloženě subtropického klimatu, což limituje možnosti jejího rozšíření do vyšších zeměpisných či nadmořských výšek, neboť nesnese mrazy větší než −6 °C. Dobře naopak snáší sucho.
V ekosystému Kanárských ostrovů má borovice kanárská klíčovou úlohu v zadržování vody. Důvodem je často se vyskytující oceánská mlha, která kondenzuje na dlouhých jehlicích této borovice a posléze skapává na zem. V oblastech, kde roste, činí roční srážky někdy pouhých 50 mm, pod těmito stromy se ale může tato hodnota až zečtyřnásobit a velmi silně tak podporovat vodní hospodaření na ostrovech.

## Význam
Jde o strom s velmi kvalitním dřevem, které je tvrdé, trvanlivé, dobře opracovatelné a vzhledem k obsahu pryskyřice příjemně voní. Má zajímavý vzhled díky výrazné kresbě a jasně oddělené žluté běli a červenohnědému jádru. Pro svůj dekorativní habitus je strom často pěstován pro okrasu v parcích a zahradách v subtropických oblastech celého světa; zdomácněl například v Kalifornii, Austrálii nebo v Jižní Africe, kde invaduje vzácné původní biotopy jako jsou mallee a fynbos. V českých klimatických podmínkách není zdaleka otužilý a lze využít pouze zcela okrajově jako kbelíková dřevina přezimující ve světlém skleníku. Opadané suché jehlice se na ostrovech dříve využívaly jako vycpávkový materiál při balení zásilek banánů.

## Ohrožení
Nepatří mezi bezprostředně ohrožené druhy, i přes svůj malý areál a intenzivní těžbu v minulosti. Nepříznivými faktory jsou nicméně krom těžby také potlačování požárů, které borovice potřebují k přirozené obnově na stanovišti, a komerční tlak na turistické a rekreační využití pozemků.

## Galerie

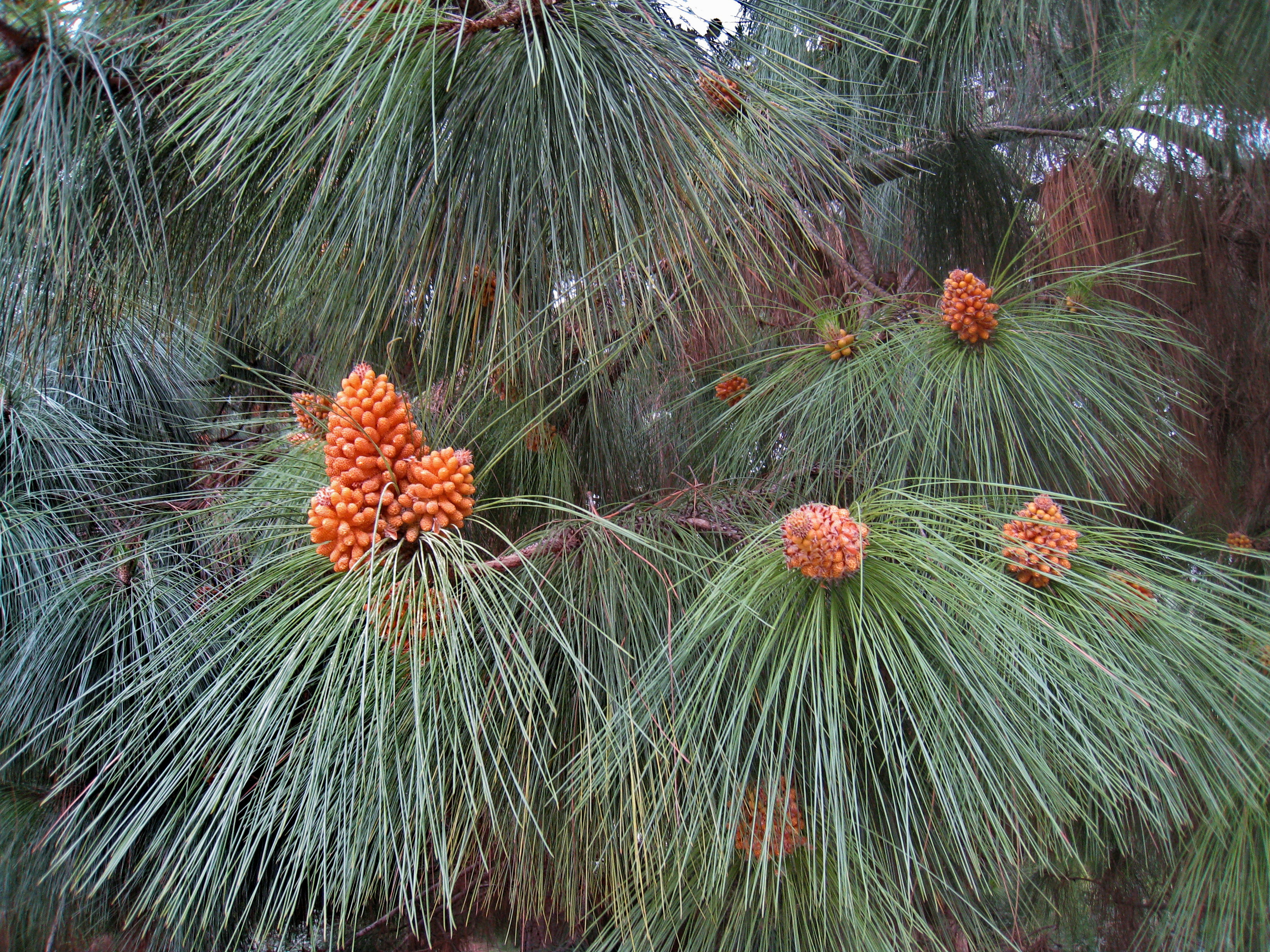
Samčí šištice a typicky převisající jehlice
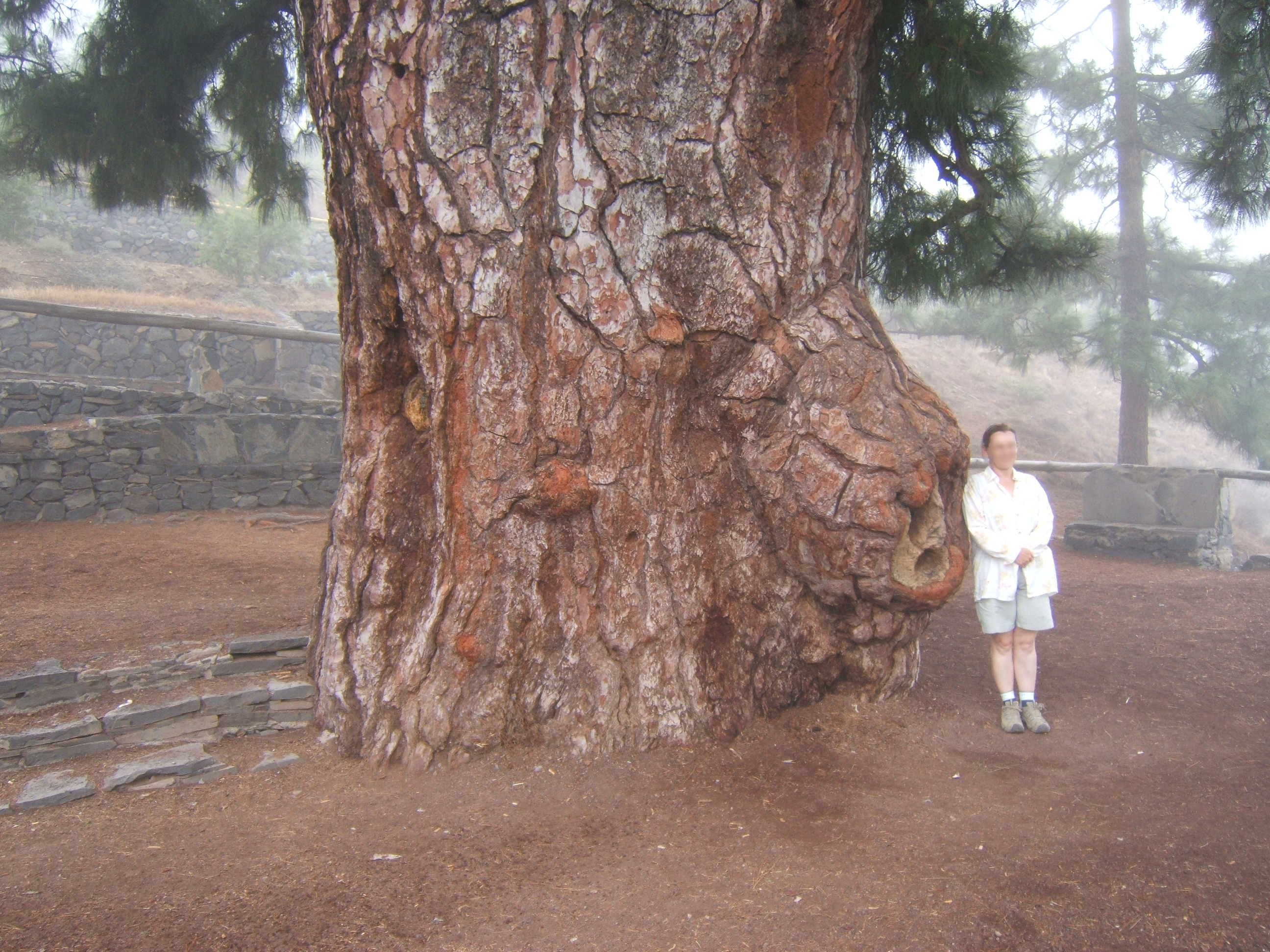
Mohutný kmen staré borovice Pino Gordo v obci Vilaflor na Tenerife
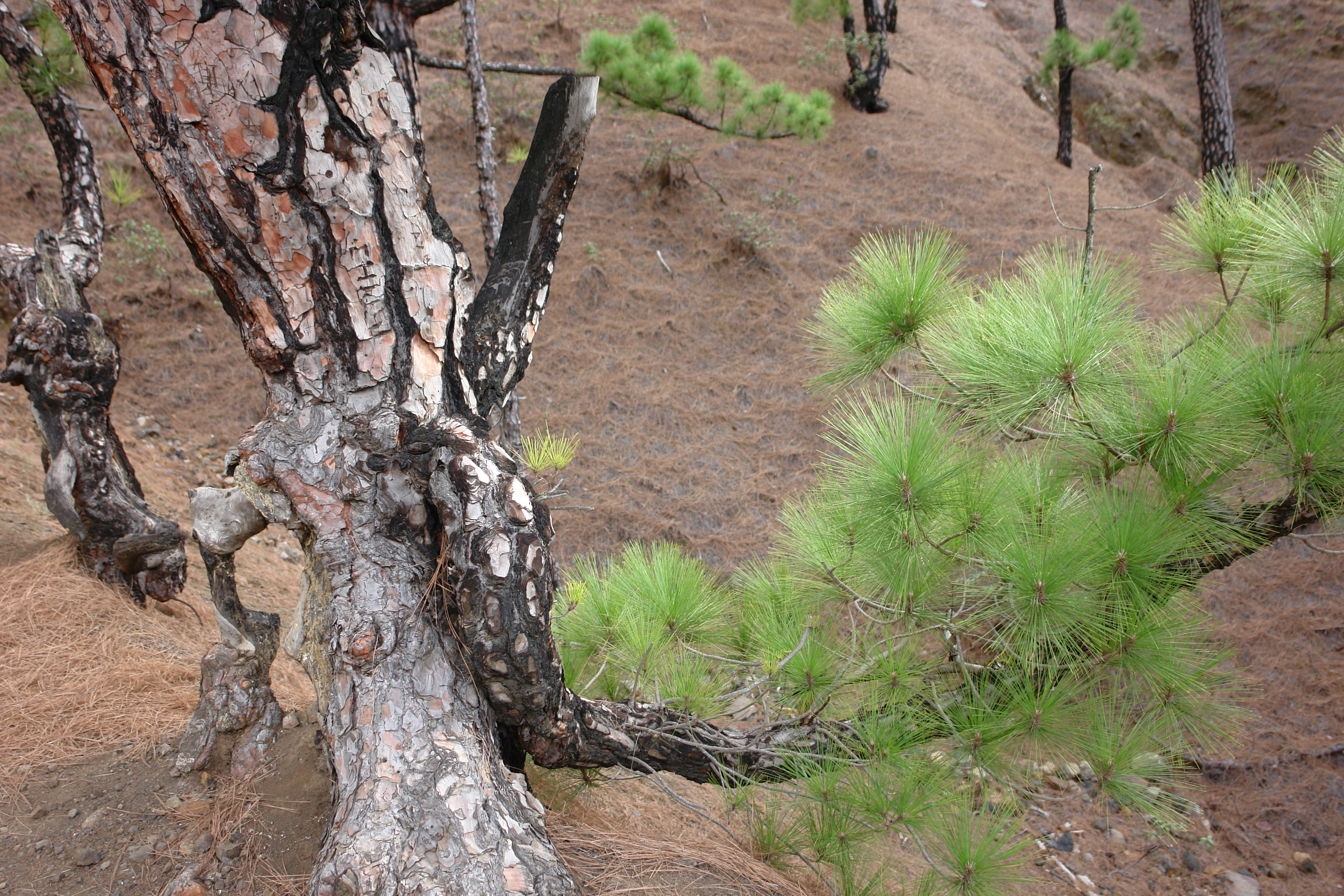
Obnova po požáru
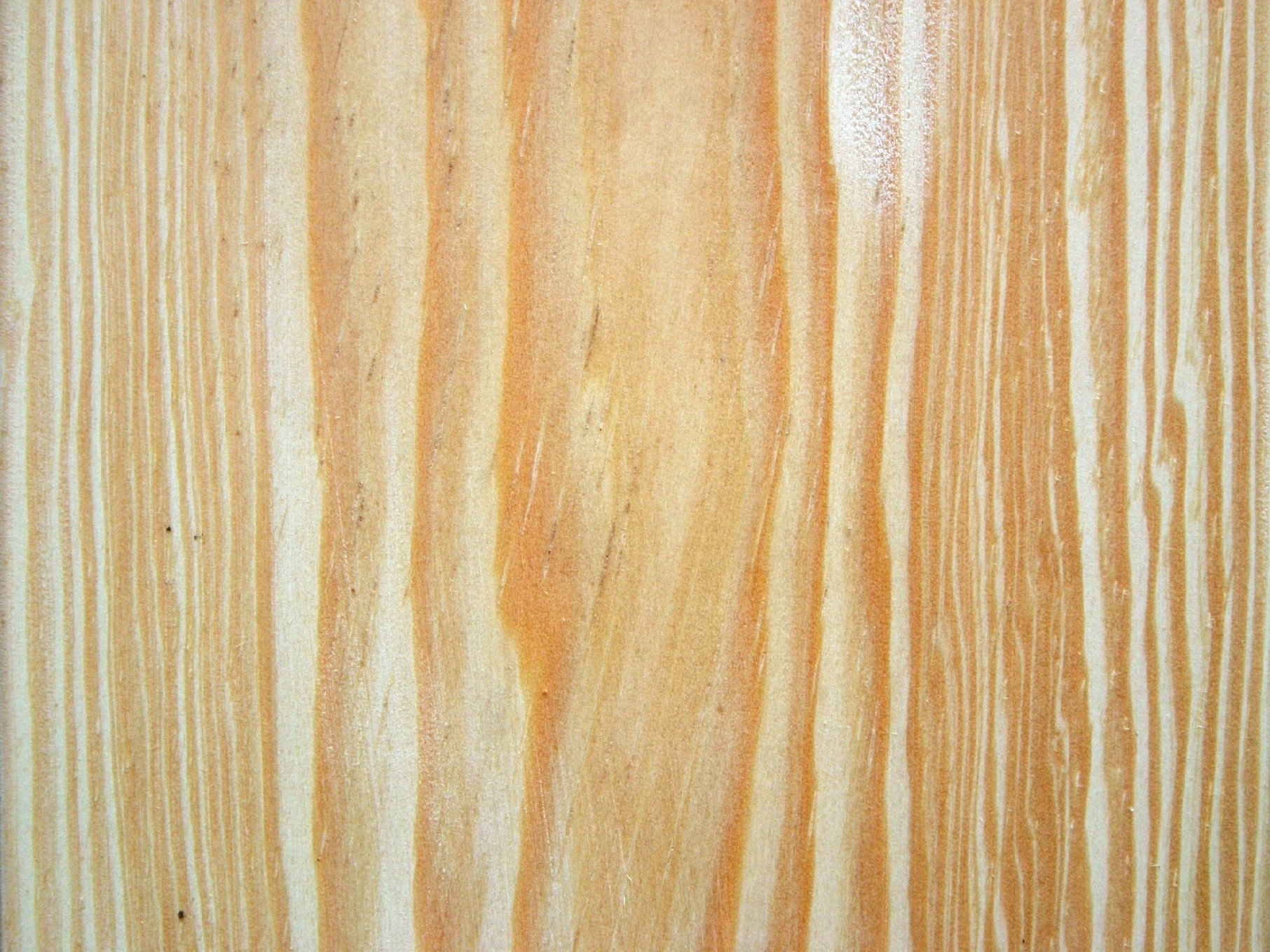
Dřevo
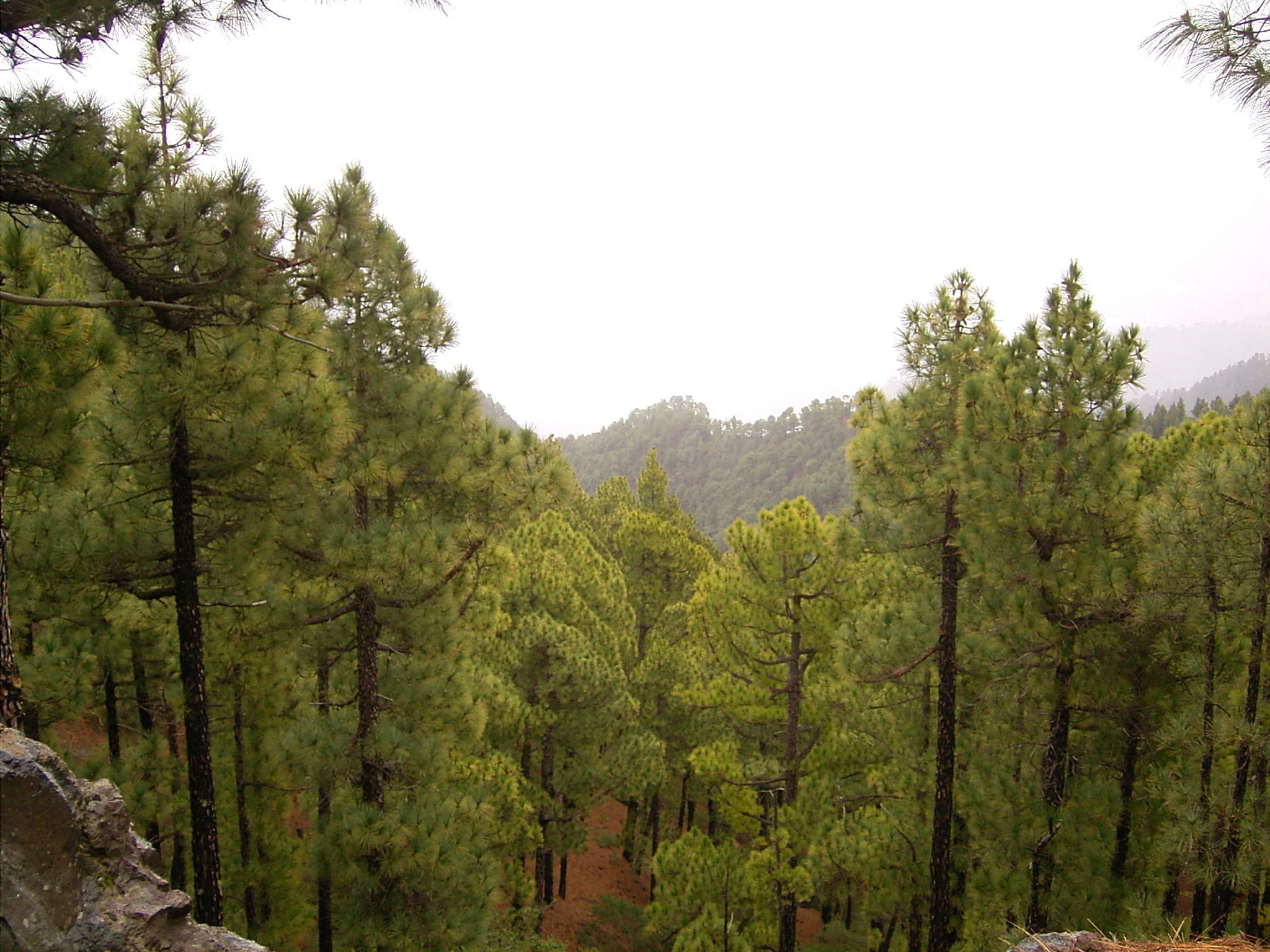
Lesní porost